# Vaterliebe
Vaterliebe im Sinne dieses Stichworts ist die Liebe eines Vaters zu seinen – auch erwachsenen – Kindern. (Das gleiche Wort kann grammatikalisch auch die Liebe eines Kindes zu seinem Vater bedeuten; dieser Wortgebrauch ist unüblich geworden.)

## Gesellschaftliche Prägung

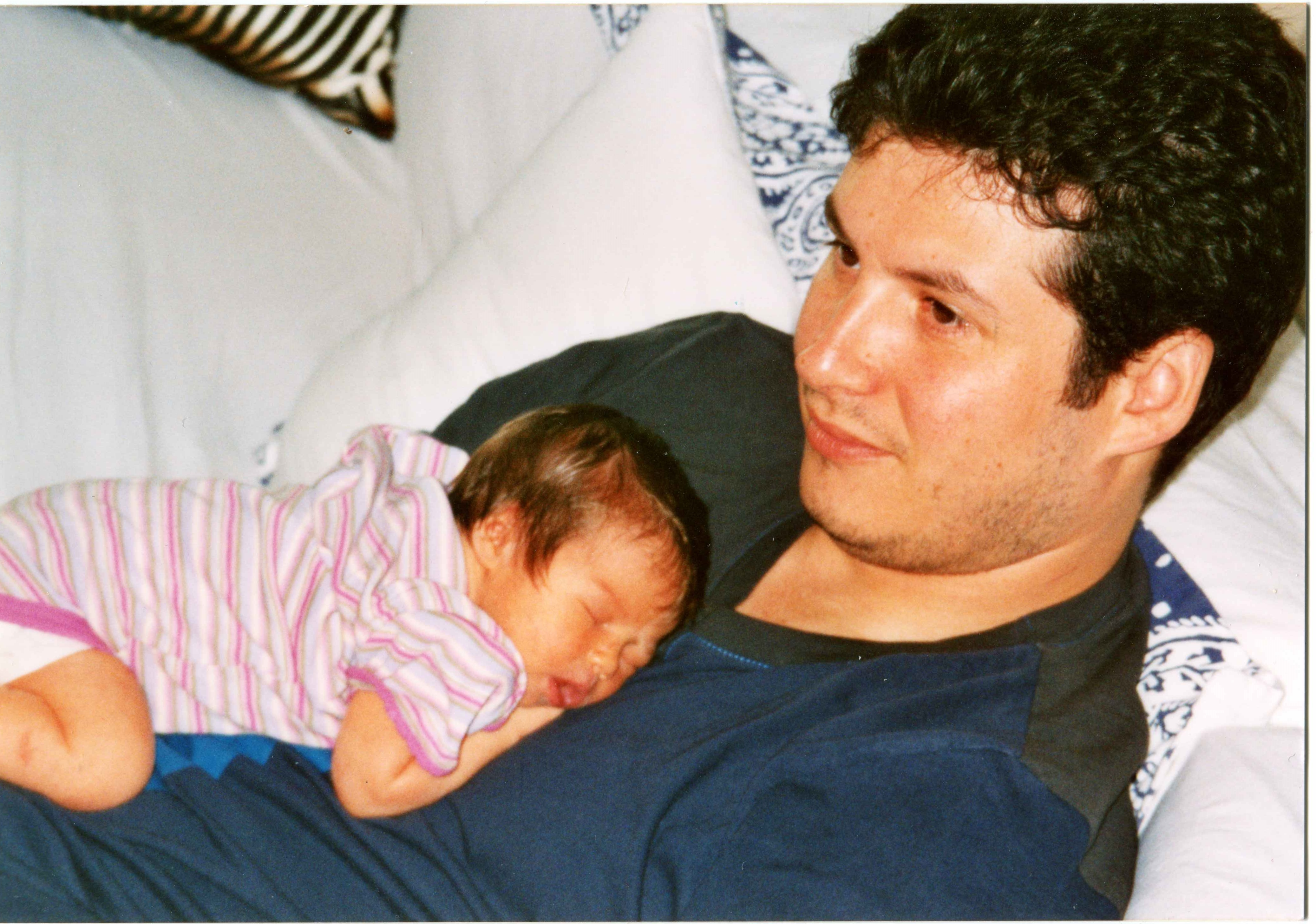
Frischgebackener Vater mit erstem Baby

Die Vaterliebe ist stark an die Familienformen, die Geschlechterrollen und andere Kulturmuster einer bestimmten Gesellschaft gebunden, sowie an verschiedene rechtliche, gesellschaftliche und wirtschaftliche Randbedingungen (siehe auch: Patriarchat, Paternalismus und Erbrecht).
Sie muss in der Mehrzahl der bekannten Gesellschaften nicht notwendigerweise Zärtlichkeit umfassen, immer jedoch Elemente der Fürsorge und Verantwortlichkeit aufweisen. Oft auch erwartet man von einem liebenden Vater, dass er sich Söhnen und Töchtern gegenüber unterschiedlich gibt.
In der Soziologie hat bereits Ferdinand Tönnies die gemeinschaftstypischen Elemente der Vaterliebe in seiner Studie Gemeinschaft und Gesellschaft (1887, Buch 1, § 5) theoretisch sorgfältig analysiert.

## Zur Geschichte

### Religionsgeschichtliche Aspekte

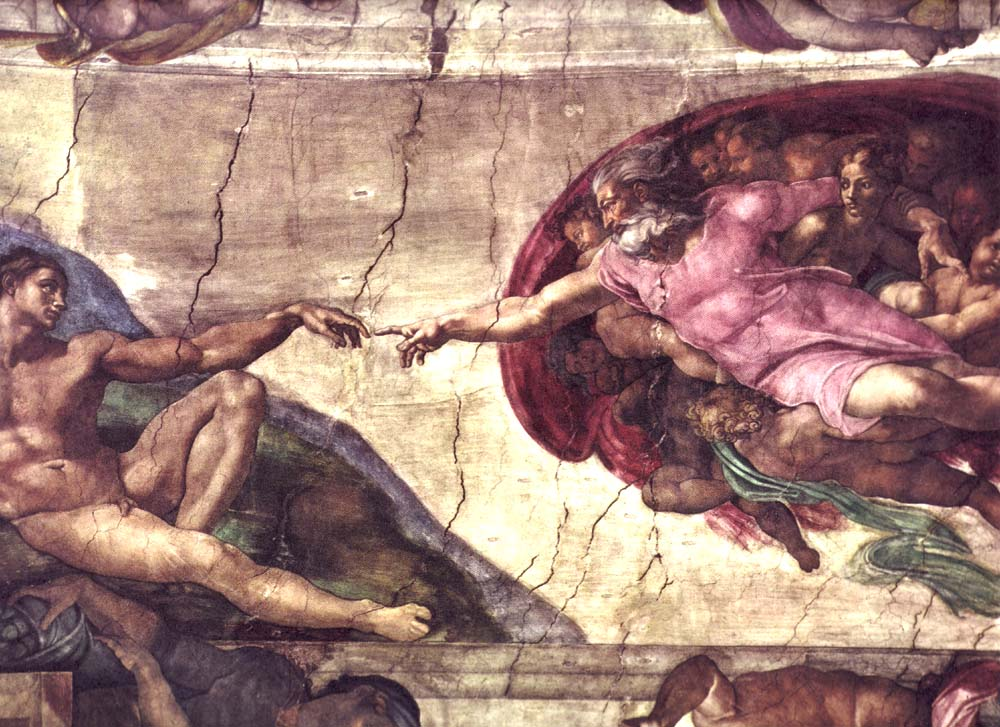
„Die Erschaffung Adams“, bekanntes Detail aus dem Deckenfresko der Sixtinischen Kapelle

„Vaterliebe“ erfährt eine besondere Bedeutung im Christentum; dies spiegelt sich in Literatur und Bildender Kunst des Okzidents.
Das Judentum hatte bereits in den Personen der Erzväter Abraham (Bindung Isaaks), Isaak (Segenserschleichung des unberechtigten Sohnes) und Jakob (Vaterliebe und entsprechender Bruderhass) viele Formen der Vaterliebe exemplarisch vorgegeben.
Das Christentum hat dies in religiöser Form im Bild von Gott als Vater noch erhöht. Beispiele: Also hat Gott die Welt geliebt, dass er ihr seinen eingeborenen Sohn gab; und das  Vaterunser als fundamentales Gebet.

### Jüngste Neuzeit
Von der versagenden Vaterliebe (Gottes) handelte noch 1947 das populärste deutsche Heimkehrerstück von Wolfgang Borchert Draußen vor der Tür.
Noch im 20. Jahrhundert war die 'väterliche Liebe' der Staatsoberhäupter (ganz besonders der fragwürdigsten) zu ihren Völkern eine feste Form der Panegyrik (Lobhudelei).
Im Gegensatz zur Mutterliebe wird von der Vaterliebe in der modernen 'westlichen' Wohlstandsgesellschaft nach dem Zweiten Weltkrieg nicht mehr ohne Weiteres angenommen, dass sie ein wesentlich wirksamer Faktor sei, noch gar, dass sie mit vollem sittlichen Nachdruck gefordert werden müsse. In anderen – z. B. nahöstlichen – Gesellschaften dagegen kann sie durchaus als üblich vorausgesetzt werden. Neueste Untersuchungen zeigen allerdings, dass Kinder aus westlichen Gesellschaften, die ohne väterliche Liebe aufwachsen, ein erhöhtes Versagensrisiko besitzen und zum Teil nur sehr schwer in der Lage sind, stabile Beziehungen aufzubauen, Selbstbewusstsein zu entwickeln und allgemein im Leben zurechtzukommen.

## Das Gegenteil: Vaterhass
In diesem Zusammenhang tritt durchaus auch ihr Gegenteil, nämlich der Hass des Vaters auf seine Nachkommen auf – beispielsweise in Monarchien vom herrschenden Vater auf seinen Kronprinzen oder in archaischen Mythologien:  Der griechische Gott Kronos (römisch: Saturnus) verschlang seine Nachkommen.
Auch die moderne Märchenforschung verweist auf diesen Aspekt, siehe Der Wolf und die sieben jungen Geißlein.
Hierbei wird in der Mythologie auch die „Gegenperspektive“, der Hass des Sohnes auf den Vater, thematisiert: Zeus entmannt seinen Vater Kronos, auch der vielschichtige Ödipus-Mythos wurde oft daraufhin untersucht, besonders intensiv von Sigmund Freud, der dabei den berühmten Begriff Ödipus-Komplex in die Psychoanalyse eingeführt hat.